# Argia
Argia  è un nome proprio di persona italiano femminile.

## Varianti
- Femminili: Argea[3]
- Maschili: Argio[3], Argeo[3]

### Varianti in altre lingue
- Bulgaro: Аргия (Argija)
  - Maschili: Аргей (Argej)
- Catalano: Argia
  - Maschili: Argeu[4]
- Francese: Argie

- Greco antico: Ἀργεία (Argeia)[2]
  - Maschili: Ἀργεύς (Argeus)[4]
- Latino: Argia[1][2]
  - Maschili: Argeus
- Polacco: Argeja

- Portoghese: Argia
- Russo: Аргия (Argija)
- Spagnolo: Argía
  - Maschili: Argeo[4]
- Ucraino: Аргія (Arhija)

## Origine e diffusione
Deriva dal nome greco Ἀργεία (Argeia), femminile di Ἀργεύς (Argeus), un etnonimo che vuol dire "argivo", "di Argo", "proveniente da Argo". In alcuni casi può anche essere ricondotto ad ἀργή (arge, femminile di ἀργός, argos, "brillante"), da cui deriva anche il nome Argo.
Il nome è presente nella mitologia greca sia al maschile che al femminile, nel primo caso nella persona di Argeo, figlio di Frisso e di Calciope, nel secondo con Argia, figlia di Adrasto e cognata di Antigone, che venne trasformata in una fontana. La maggior fortuna, in Italia, del femminile rispetto al maschile (che sono comunque entrambi rari) è dovuta a varie opere musicali e teatrali, in particolare la Antigone di Vittorio Alfieri, dove appare il già citato personaggio mitologico.
Il nome è attestato sia nella pronuncia Àrgia che nella pronuncia Argìa.

## Onomastico
L'onomastico si può festeggiare il 2 gennaio in memoria di sant'Argeo, martire a Tomi (odierna Costanza) con i santi Narciso e Marcellino.

## Persone

### Variante maschile Argeo
- Argeo I di Macedonia, re di Macedonia
- Argeo II di Macedonia, re di Macedonia
- Argeo Paul Cellucci,  politico e diplomatico statunitense

## Il nome nelle arti
- Argia è un personaggio delle tradizioni della Maremma.
- Argia Malvegoli è un personaggio del romanzo di Riccardo Bacchelli Il mulino del Po.
- Argia Sbolenfi è uno degli pseudonimi utilizzato dal poeta e scrittore italiano Olindo Guerrini.
- Argia Sforza è un personaggio dei romanzi di Bianca Pitzorno Ascolta il mio cuore e La voce segreta.
- Argìa Pisani è un personaggio del romanzo di Beatrice Speraz Il romanzo della morte.
- Argia è il nome di una delle città citate ne Le città invisibili di Italo Calvino.